# ناحیه ثنیه احد
ناحیه ثنیه احد (به عربی: دائرة ثنیة الأحد) یک ناحیه در الجزایر است که در استان تسمسیلت واقع شده‌است. ناحیه ثنیه احد ۳۲٬۴۴۴ نفر جمعیت دارد.